# Голембовська Лідія Сергіївна
Голембо́вська Лі́дія Сергі́ївна (нар. 4 травня 1953 року, Київ, УРСР, СРСР) ― українська художниця, живописець, графік, член НСХУ (1983).
Дочка С. Голембовської, дружина С. Білостоцького.

## Біографічні дані
Народилася 4 травня 1953 року у Києві у родині художників.
З 1972 по 1978 навчалася на графічному факультеті Київського художнього інституту (викладачем був В. Чебаник). У 1981 році закінчила Вищі Творчі курси Академії мистецтв СРСР у Києві (керівником був М. Дерегус).
З 1976 року ілюструє книжки для видавництв «Веселка», «Мистецтво», «Молодь», «Марка України», «Школа»; журналів «Малятко», «Радуга».
Працювала провідним науковим співробітником Київської дитячої картинної галереї (з 1994 по 2003 рік); одночасно викладачем Експериментальної школи книжкової графіки (з 1994 по 1999 рік); з 2003 року ― викладачем Київського інституту декоративно-прикладного мистецтва і дизайну.
Учасниця республіканських, міжнародних художніх виставок з 1974 року. Персональні ― у Києві (2002, 2005). Окремі картини зберігаються у Криворізькому краєзнавчому музеї, а також у фондах Міністерства культури України.
Розробила та видала навчальний посібник «Декоративна інтерпретація академічних завдань з живопису» (2014, з грифом МОН). 

## Основні твори
За ЕСУ:
- ілюстрації до книг ― «Легенда про Тіля Уленшпігеля» Ш. де Костера (1979), «Русалчині казки» О. Толстого (1984), «Момо» М. Енде (1985), «Змій-грамотій» Я. Бжехви (1992), «Коротка ілюстрована енциклопедія України» (1998, співавт.; усі ― Київ), «Добрі казки» (Чц., 2003, співавт.);
- серії офортів ― «Ритми» (1982), «Русалчині казки» (1984);
- живопис ― «Киянка» (1976), «Вікова липа», «Дерево буття», «Наближення», «Вода» (усі ― 2000), «Легенда» (2001), «Іван-чай», «Духмяна ніч», «Світанок» (усі ― 2003).

### Характеристика
Працює у галузях книжкової ілюстрації, станкового графіки та живопису. Творчість тяжіє до авангардизму.

## Нагороди
- Лауреат Премії ім. Наталі Забіли за ілюстрації до журналу «Малятко» (1993)[4]
- Почесна Грамота київського міського голови «за особистий внесок у розвиток вітчизняної науки» (2005)
- Почесний диплом Академії мистецтв України «за творчі досягнених і вагомий внесок у розвиток мистецько-педагогічної справи» (2011)
- Подяка МОН України (2013)
- Сертифікат Всеукраїнської програми «Золотий фонд нації» (2014)
- Книга пошани. Портрети сучасниць (2013)[3]